# Le Born, Haute-Garonne
 Le Born  là một xã thuộc tỉnh Haute-Garonne trong vùng Occitanie ở tây nam nước Pháp. Xã nằm ở khu vực có độ cao trung bình 120-215 mét trên mực nước biển.

## di tích

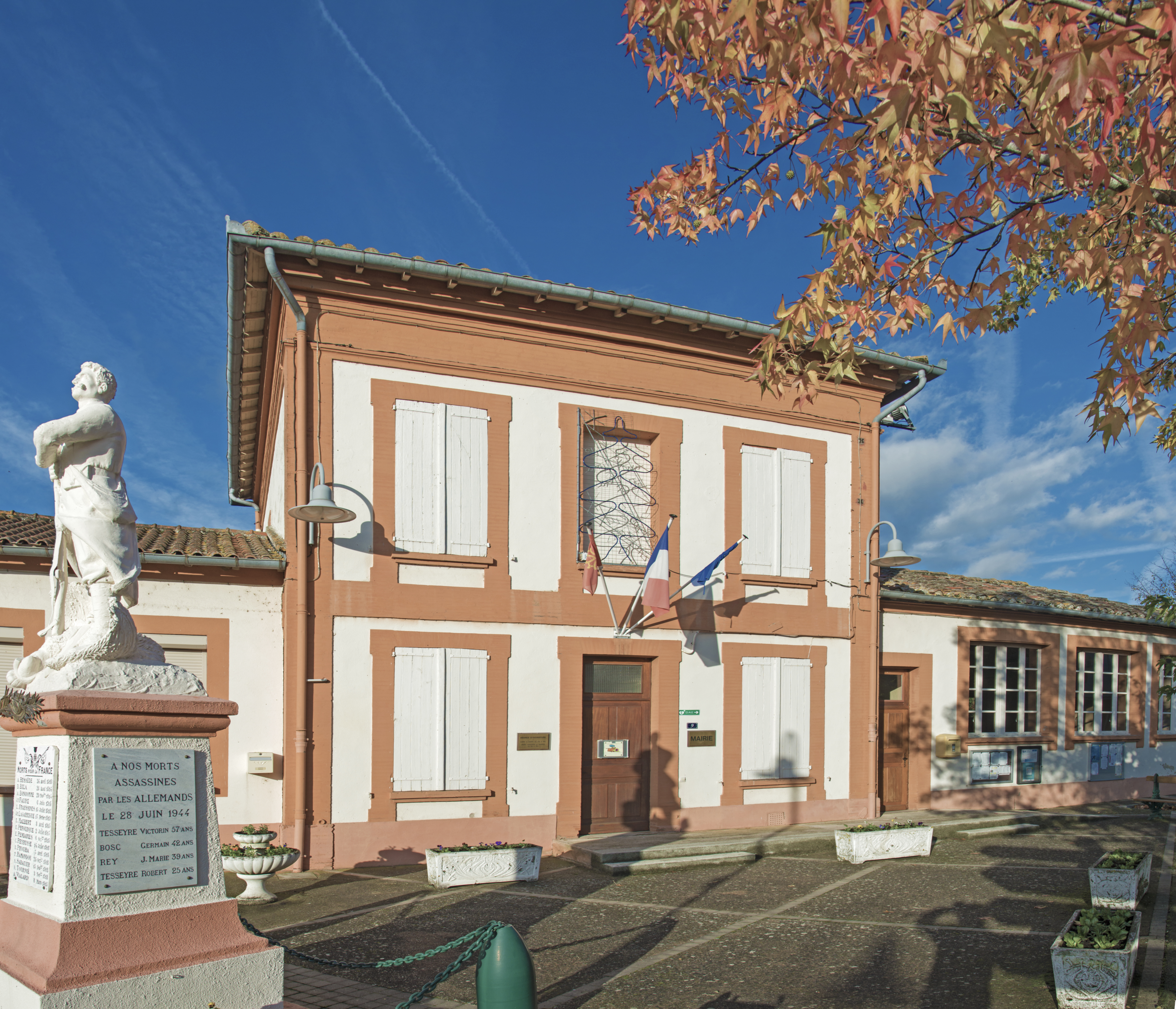
tòa thị sảnh
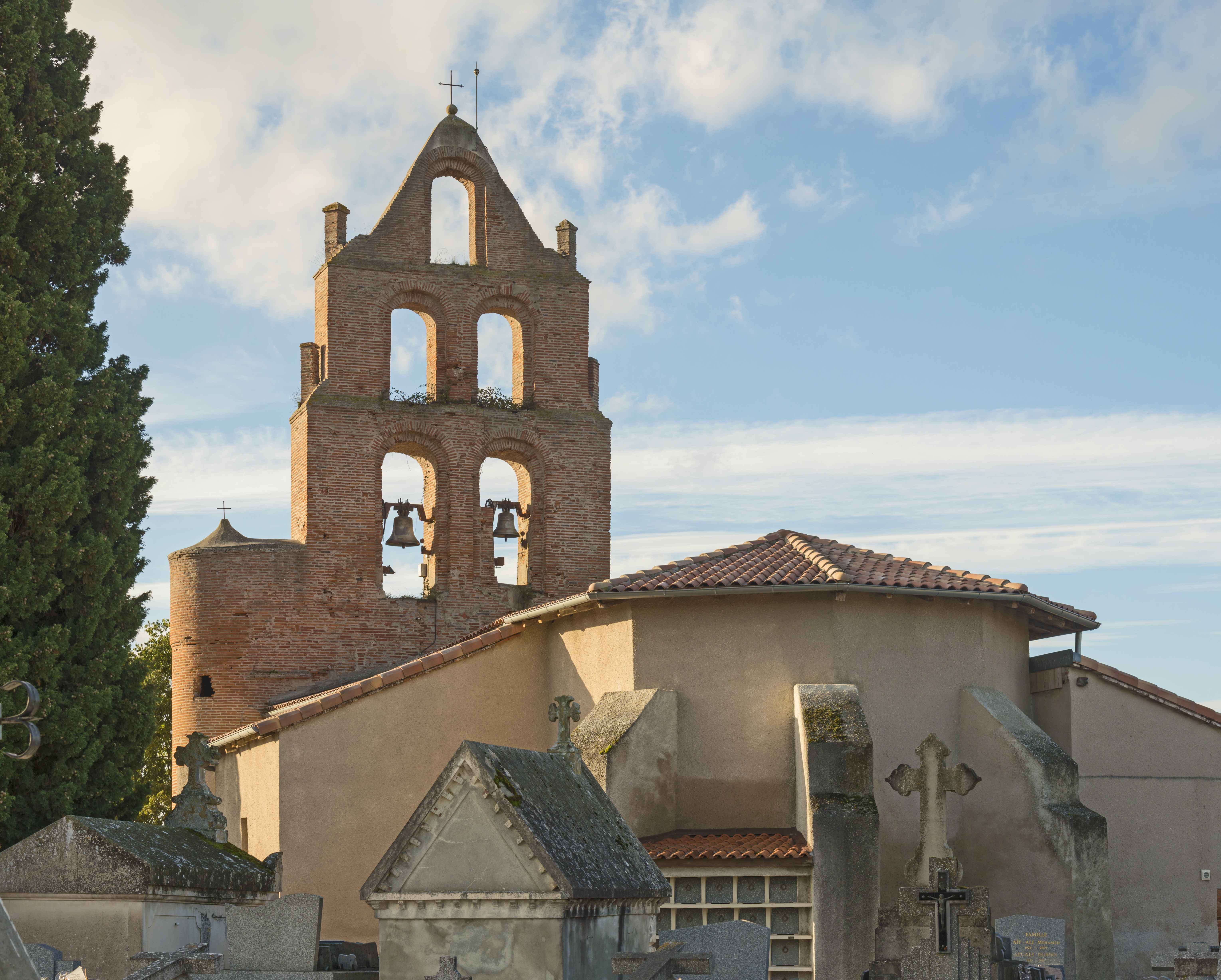
nhà thờ